# Dipoena anas
Dipoena anas är en spindelart som beskrevs av Claude Lévi 1963. Dipoena anas ingår i släktet Dipoena och familjen klotspindlar. Inga underarter finns listade i Catalogue of Life.